# My Humps
My Humps è un singolo del gruppo musicale statunitense The Black Eyed Peas, pubblicato il 20 settembre 2005 come terzo estratto dal quarto album in studio Monkey Business.

## Descrizione
Il brano contiene un'interpolazione del brano I Need a Freak dei Sexual Harassment, oltre a campionare il brano del 1989 Wild Thing di Tone Lōc. In una intervista a ITV1, will.i.am ha dichiarato che il brano era stato scritto inizialmente per le Pussycat Dolls.
Nel 2007 ha trionfato ai Grammy Awards 2007 nella categoria Miglior performance di un gruppo.

## Accoglienza
My Humps è stato oggetto di pesanti critiche da parte del giornalismo musicale. John Bush, ha scritto per la rivista AllMusic, che il brano è una delle «performance rap più imbarazzanti degli ultimi anni», mentre Bill Lamb, giornalista di About.com, l'ha descritta come «l'equivalente musicale di un brutto film dei fratelli Farrelly». Hua Hsu dello Slate ha detto, «Non è straordinariamente brutta; è orribilmente brutta. ... ci sono brutte canzoni che offendono la nostra sensibilità ma divertenti, e ci sono canzoni che sono veramente brutte, trascendentalmente brutte, oggettivamente brutte».
In un sondaggio condotto dalla rivista Rolling Stone, il brano è risultato primo in una particolare classifica delle canzoni più fastidiose.

## Video musicale
Il video, diretto da Fatima Robinson e Malik Hassan Sayeed, mostra Fergie ammiccare allo spettatore in abiti succinti facendo leva sui propri dettagli anatomici, ed esegue una coreografia con alcune ballerine.
Il video si è aggiudicato il premio per il Miglior video Hip-Hop agli MTV Video Music Awards 2006 il 31 agosto 2006.

## Cover
Nel 2007 la cantante canadese Alanis Morissette ha realizzato un cover acustica del brano, accompagnato da un videoclip-parodia, che fa il verso a quello realizzato dai Black Eyed Peas.

## Tracce
CD singolo
1. My Humps (single version)
2. My Humps (Lil' Jon remix version)
3. So Real
4. My Humps (video)

12"
- Lato A

1. My Humps (radio edit) – 3:44
2. My Humps (instrumental) – 4:10

- Lato B

1. My Humps (album version) – 5:26
2. My Humps (a cappella) – 4:08

## Classifiche
| Classifica (2005-06) | Posizione massima |
| -------------------- | ----------------- |
| Australia            | 1                 |
| Austria              | 4                 |
| Belgio (Fiandre)     | 3                 |
| Belgio (Vallonia)    | 5                 |
| Danimarca            | 5                 |
| Finlandia            | 7                 |
| Francia              | 11                |
| Germania             | 4                 |
| Grecia               | 10                |
| Irlanda              | 1                 |
| Italia               | 9                 |
| Norvegia             | 4                 |
| Nuova Zelanda        | 1                 |
| Paesi Bassi          | 5                 |
| Regno Unito          | 3                 |
| Russia               | 35                |
| Stati Uniti          | 3                 |
| Svezia               | 19                |
| Svizzera             | 3                 |